# Branislav Pokrajac
Branislav Pokrajac (cyr. Бранислав Покрајац; ur. 27 stycznia 1947 w Belgradzie, zm. 5 kwietnia 2018 tamże) – serbski piłkarz ręczny, który występował na pozycji skrzydłowego, trener. W barwach Jugosławii złoty medalista olimpijski z Monachium (jako zawodnik) i z Los Angeles (jako trener).

## Życiorys
Brał udział w dwóch igrzyskach (IO 1972 i 1976). W 1972 zdobył złoty medal olimpijski, w 1976 Jugosławia zajęła piąte miejsce. Był wówczas zawodnikiem Dinama Pančevo, grał również w ORK i Crvenej zvezdzie Belgrad. Zdobył dwa brązowe medale mistrzostw świata, w 1970 i 1974. W reprezentacji Jugosławii debiutował w 1965 i rozegrał łącznie 180 spotkań i zdobył 510 bramek.
Jako trener prowadził kluby  w swoim kraju i zagranicą oraz kilka reprezentacji narodowych (Hiszpania, Egipt, Katar). Największe sukcesy odnosił jako trener Jugosławii – prowadzona przez niego drużyna w 1982 zdobyła srebro mistrzostw świata, a w 1984 – Jugosławia była jednym z państw komunistycznych, które wzięły udział w igrzyskach olimpijskich w Stanach Zjednoczonych – wywalczyła złoty medal olimpijski.